# Ида Багус Ока
Ида Багус Ока (индон. Ida Bagus Oka; 16 апреля 1936, Денпасар, о. Бали, Голландская Ост-Индия — 7 марта 2010, Сангла, Бали, Индонезия) — индонезийский государственный и общественный деятель, 7-й губернатор острова Бали (1988—1993), государственный министр планирования и национального развития / председатель Национального органа планирования развития Индонезии (1998—1999).
Профессор, ректор, доктор медицины (1962) и фармакологии (1965).

## Биография
После окончания школы в 1955 году поступил в государственный университет Айрланггаи в г. Сурабая, в 1958 году получил степень бакалавра, затем — доктора медицины (1962) и фармакологии (1965).
Карьеру начал в качестве ассистента в Индонезийском университете Удаяны в Денпасаре, в 1962 году занял должность ректора, работал на это посту до 1986 года.
В 1982 году, одновременно с основной работой, решением правительства был назначен руководителем деятельности 34-х высших учебных заведений Индонезии. До этого являлся координатором вузов региона, включающего четыре провинции Бали, Западная Нуса-Тенгара, Восточная Нуса-Тенгара и Восточный Тимор. Будучи одним из ведущих академиков Индонезии, профессор Ока представлял страну на многочисленных совещаниях и конференциях по высшему образованию, проводимых в Индонезии и за её пределами.
В 1982 год был избран депутатом Народного консультативного конгресса на всеобщих выборах в Индонезии от Бали.
С 1986 по 1988 год — директор Секретариата межправительственной организации министров образования стран Юго-Восточной Азии (SEAMEO).
В 1988—1993 годах работал в должности губернатора острова Бали.
В 1998—1999 годах занимал пост государственного министра планирования и национального развития / председателя Национального органа планирования развития Индонезии.
Антикоммунист. Во время массовых убийств в Индонезии в 1965—1966 годах подстрекал балийских индусов преследовать сторонников компартии Индонезии. За это время было убито около 80 000 балийцев, что в то время составляло примерно 5 процентов населения острова.
В 2001 году Ида Багус Ока был осуждён по делу о коррупции в размере 2,3 миллиарда индонезийских рупии и был приговорён к одному году заключения.